# ریوردیل، نیوجرسی
ریوردیل (به انگلیسی: Riverdale) شهری در ایالت نیوجرسی کشور ایالات متحده آمریکا است که جمعیت آن در سرشماری سال ۲۰۱۰ میلادی، ۳٬۵۵۹ نفر بوده‌است.